# Gondrexon
 Gondrexon  es una población y comuna francesa, en la región de Lorena, departamento de Meurthe y Mosela, en el distrito de Lunéville y cantón de Blâmont.

## Demografía
| 42 | 43 | 33 | 29 | 26 | 28 |
| Para los censos de 1962 a 1999 la población legal corresponde a la población sin duplicidades (Fuente: INSEE [Consultar]) |    |    |    |    |    |